# Ebbergturm
Der Ebbergturm, auch Aussichtsturm Ebberg, im Ortsteil Eisborn der Kleinstadt Balve im nordrhein-westfälischen Märkischen Kreis ist ein 2013 auf dem 390,2 m ü. NHN hohen Ebberg errichteter, 13,21 Meter hoher Aussichtsturm.
Der Turm wurde im Auftrag und auf Kosten des Unternehmens Rheinkalk errichtet und zum 775. Jahrestag der ersten urkundlichen Erwähnung der Gemeinde Eisborn an den Heimatverein Eisborn/Asbeck übergeben.  Erbaut wurde er von der Firma Gisbert Dünschede GmbH aus Arnsberg-Voßwinkel. Die Einweihung erfolgte am 11. Mai 2013.
Der Turm aus Eichenholz steht auf einem Betonfundament. Von seiner auf 12,11 Meter Höhe liegenden oberen Plattform bietet sich eine hervorragende Aussicht über das Hönnetal und das westliche Sauerland. Er ist ganzjährig begehbar und ab Eisborn (Schützenhalle) über den Wanderweg E 3 zu erreichen.